# Cantone di Marines
Il Cantone di Marines era una divisione amministrativa dell'arrondissement di Pontoise.
È stato soppresso a seguito della riforma complessiva dei cantoni del 2014, che è entrata in vigore con le elezioni dipartimentali del 2015.
Comprendeva i comuni di:
- Arronville
- Le Bellay-en-Vexin
- Berville
- Bréançon
- Brignancourt
- Chars
- Cormeilles-en-Vexin
- Épiais-Rhus
- Frémécourt
- Grisy-les-Plâtres
- Haravilliers
- Le Heaulme
- Marines
- Menouville
- Moussy
- Neuilly-en-Vexin
- Nucourt
- Santeuil
- Theuville